# Cuina de gas

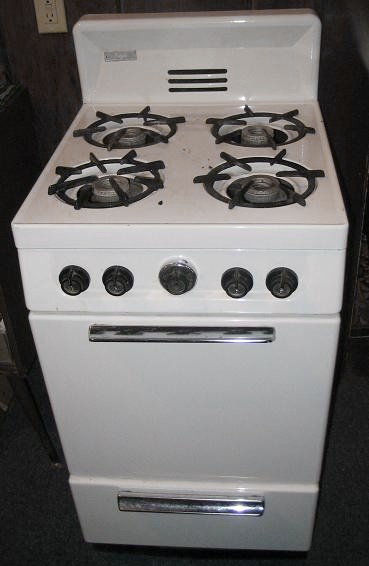
Moltes cuines utilitzen gas natural per proporcionar calor.

Una cuina de gas és una cuina alimentada amb gas combustible com el gas de síntesi, el gas natural, el propà, el butà, el gas liquat del petroli o un altre gas inflamable. Les cuines de gas són una font important de contaminació de l'aire interior i requereixen una bona ventilació per mantenir una qualitat de l'aire acceptable, dintre de la cuina. La majoria de les cuines de gas modernes tenen encesa electrònica, temporitzadors automàtics per al forn i campanes extractores per eliminar els fums.

## Història
Abans de l'arribada del gas, les cuines es basaven en combustibles sòlids com el carbó o la llenya. La primera cuina de gas va ser desenvolupada el 8 de març de 1802 per Zachäus Winzler (Alemanya), però això juntament amb altres intents van romandre experiments aïllats.

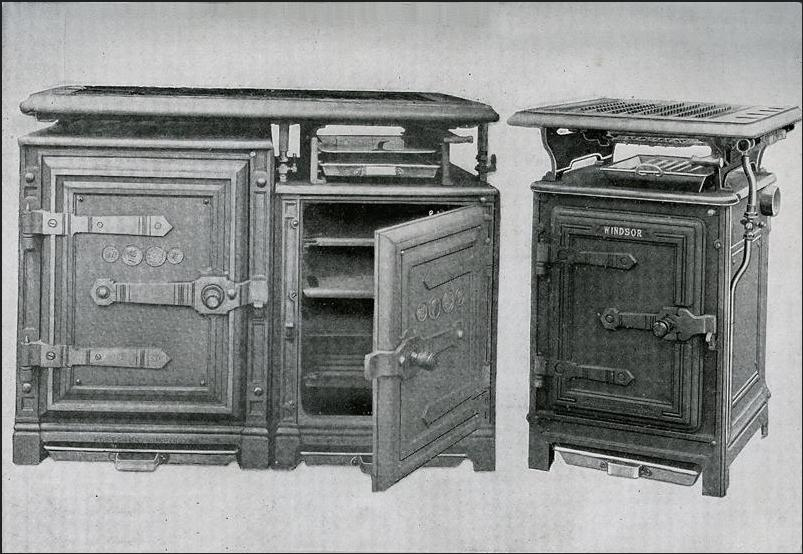
Les primeres cuines de gas produïdes per Windsor. Del Llibre de gestió domèstica de la senyora Beeton, 1904.

Les primeres cuines de gas pràctiques es van desenvolupar a la dècada de 1820. L'inventor britànic James Sharp va patentar la cuina de gas a Northampton, Anglaterra el 1826 i va obrir una fàbrica de cuines de gas el 1836. El seu invent va ser comercialitzat per la firma Smith & Philips des de 1828. Una figura important en l'acceptació primerenca d'aquesta nova tecnologia, va ser Alexis Soyer, el reconegut xef del Reform Club de Londres. A partir de 1841, va convertir la seva cuina per funcionar amb gas ciutat, argumentant que el gas era més barat en general perquè el subministrament es podia tallar quan la cuina no estava en ús.
A l'Exposició Universal de Londres de 1851 es va mostrar una cuina de gas, però no va ser fins a la dècada de 1880 que la tecnologia es va convertir en un èxit comercial a Anglaterra. En aquella etapa, una xarxa gran i fiable de transport per canonada s'havia estès per moltes ciutats i grans poblacions de Gran Bretanya, fent que el gas fos relativament barat i eficient per a l'ús domèstic. A la resta del continent europeu i als Estats Units, les cuines de gas no s'hi van estendre fins a principis del segle xx. Amb el temps el gas es va convertir en la font preferida de calor, ja que permetia que les cuines fossin més petites i lleugeres. Aquesta nova tecnologia de cocció tenia l'avantatge de ser fàcilment regulable i es podia apagar quan no s'utilitzava. la cuina de gas. Les primeres cuines de gas eren força difícils de manejar, però aviat el forn es va integrar a la base i es va reduir la mida per encaixar millor amb la resta de mobles de cuina. A la dècada de 1910, els fabricants van començar a esmaltar les seves cuines de gas per facilitar la neteja.

## Encesa

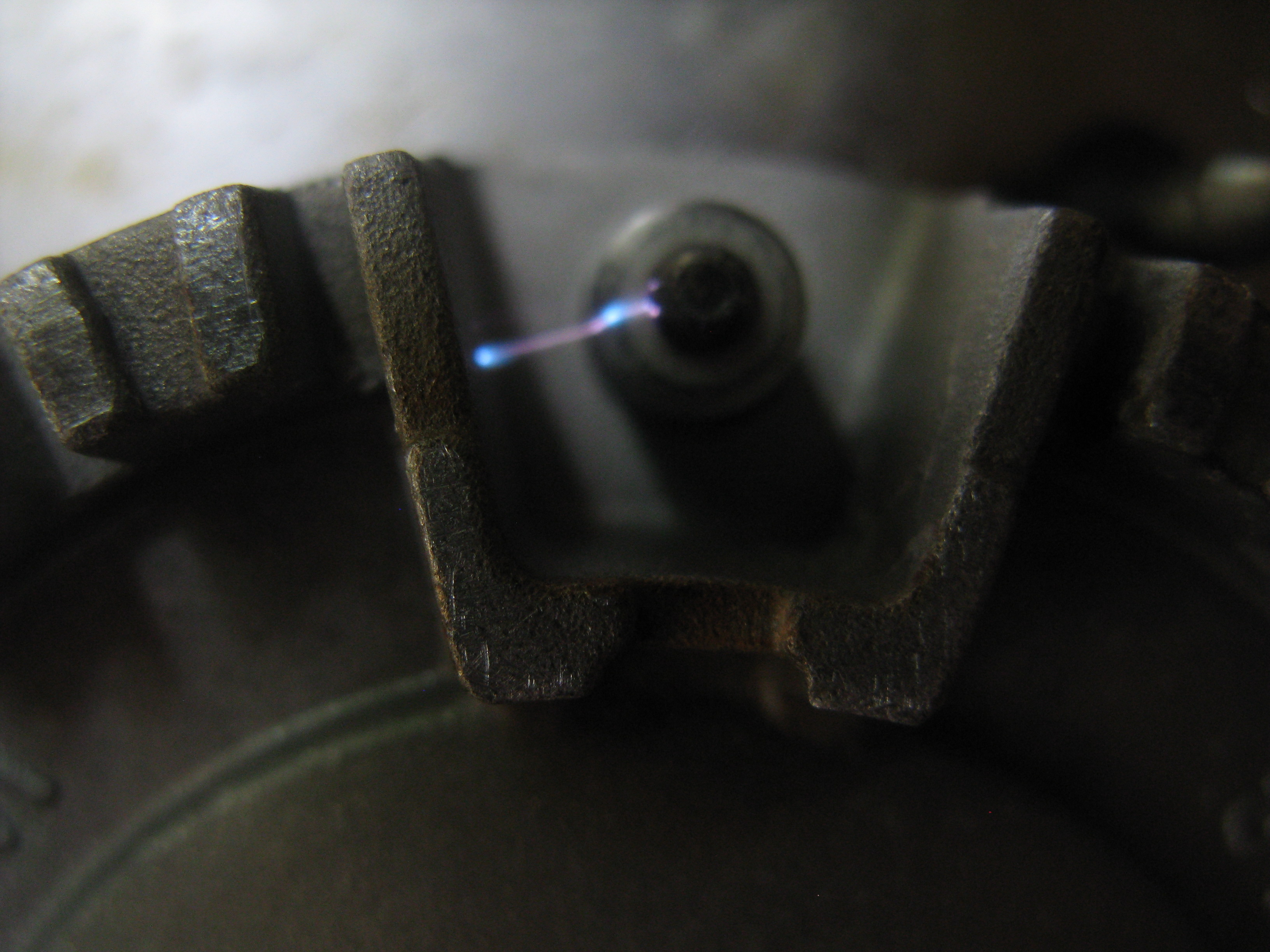
Encesa elèctrica

L'encesa del gas es feia originàriament amb llumins i més tard amb una, més còmoda, flama pilot. Això tenia l'inconvenient de consumir gas contínuament, però el forn encara s'havia d'encendre amb un misto i encendre el gas accidentalment podia provocar una explosió. Per evitar aquest tipus d'accidents, els fabricants de forns van desenvolupar i van instal·lar una vàlvula de seguretat anomenada dispositiu de fallada de flama per a fogons de gas i forns.
Les cuines de gas actuals utilitzen dos tipus bàsics de fonts d'encesa, flama pilot i espurna elèctrica. Una cuina amb un flama pilot té una petita flama de gas encesa contínuament (anomenada flama pilot) sota la placa de la cuina. La flama es troba entre els cremadors frontal i posterior. Quan la cuina està encesa, aquesta flama encén el gas que surt dels cremadors. L'avantatge del sistema de flama pilot és que és senzill i completament independent de qualsevol font d'alimentació externa. Un inconvenient menor és que les flames consumeixen combustible contínuament fins i tot quan la cuina no està en ús. Els primers forns de gas no tenien flama pilot. Calia encendre'ls manualment amb un misto. Si accidentalment hom deixava el gas encesa, el gas omplia el forn i, finalment, l'habitació. Una petita espurna, com un arc d'un interruptor de llum, podria encendre el gas, provocant una explosió violenta. Per evitar aquest tipus d'accidents, els fabricants de forns van desenvolupar i van instal·lar una vàlvula de seguretat anomenada dispositiu de fallada de flama per a fogons de gas i forns.

## Vàlvula de seguretat
La vàlvula de seguretat depèn d'un termopar que envia un senyal a la vàlvula perquè es mantingui oberta. Tot i que la majoria de les cuines de gas modernes tenen encesa electrònic, moltes llars tenen forns i forns de gas que s'han d'encendre amb una flama. Les cuines d'encesa elèctrica utilitzen espurnes elèctriques per encendre els cremadors de superfície. Aquest és el "so de clic" audible just abans que el cremador s'encengui. Les espurnes s'inicien girant el botó del cremador de gas a una posició normalment etiquetada com "LITE" o prement el botó d'"encesa". Una vegada que el cremador s'encén, el botó es gira més per modular la mida de la flama. La reactivació automàtica és un refinament elegant: l'usuari no ha de conèixer ni entendre la seqüència d'espera i gir. Simplement giren el botó del cremador a la mida de flama desitjada i l'espurna s'apaga automàticament quan la flama s'encén. El re-inici automàtic també ofereix una funció de seguretat: la flama es tornarà a encendre automàticament si la flama s'apaga mentre el gas encara està encès, per exemple per una ràfega de vent. Si falla l'alimentació, els cremadors de superfície s'han d'encendre manualment.
L'encesa elèctrica per a forns utilitza una encesa de "superfície calenta". Bàsicament és un element de calefacció que s'escalfa fins a la temperatura d'ignició del gas. Un sensor detecta quan la barra de pilot està prou calenta i obre la vàlvula de gas.
També les cuines amb encesa elèctric s'han de connectar amb mecanismes de protecció de gas com el interruptor de control de gas. Per això molts fabricants subministren cuines sense endoll.

## Característiques

### Calor del cremador
Una de les propietats importants d'una cuina de gas és la calor que emeten els cremadors. Normalment, la calor del cremador s'especifica en termes de BTU (British Thermal Units) i representa la calor produïda en una hora. Sovint, una cuina de gas tindrà cremadors amb diferents nivells de potència de calor. Per exemple, una cuina de gas pot tenir un cremador d'alta potència, sovint en el rang de 10.000 a 20.000 BTU, i una barreja de cremadors de potència mitjana, de 5.000 a 10.000 BTU, i cremadors de baixa potència, 3.000 BTU o menys. El cremador d'alta potència és adequat per bullir una olla gran d'aigua ràpidament, saltejar i fregir, mentre que els cremadors de baixa potència són bons per coure a foc lent.
Alguns models de cuina de gamma alta ofereixen una gamma més alta de calor i cremadors de gran resistència que poden arribar fins a 20.000 BTU o fins i tot més. Depenent del tipus de cocció que feu, els cremadors de major capacitat calorífica poden ser beneficiosos o una completa pèrdua de diners.

### Disseny
En els últims anys, els fabricants d'electrodomèstics han fet canvis innovadors en el disseny i la disposició de les cuines de gas. La majoria de les plaques de cuina modernes tenen una estructura de gelosia que normalment cobreix la gamma completa de la part superior, permetent lliscar els estris de cuina d'un cremador a un altre sense aixecar els recipients per sobre dels buits de la placa de cuina. Algunes cuines de gas modernes també tenen un cinquè cremador central o una planxa integrada entre els cremadors exteriors.

### Mida
La mida d'una cuina de gas de cuina sol oscil·lar entre 30" i fins i tot 42" (models industrials). Gairebé tots els fabricants han estat desenvolupant diverses opcions en rang de mida. També hi ha disponible una combinació de cuina i forn, que solen venir en dos estils: lliscant i independent.

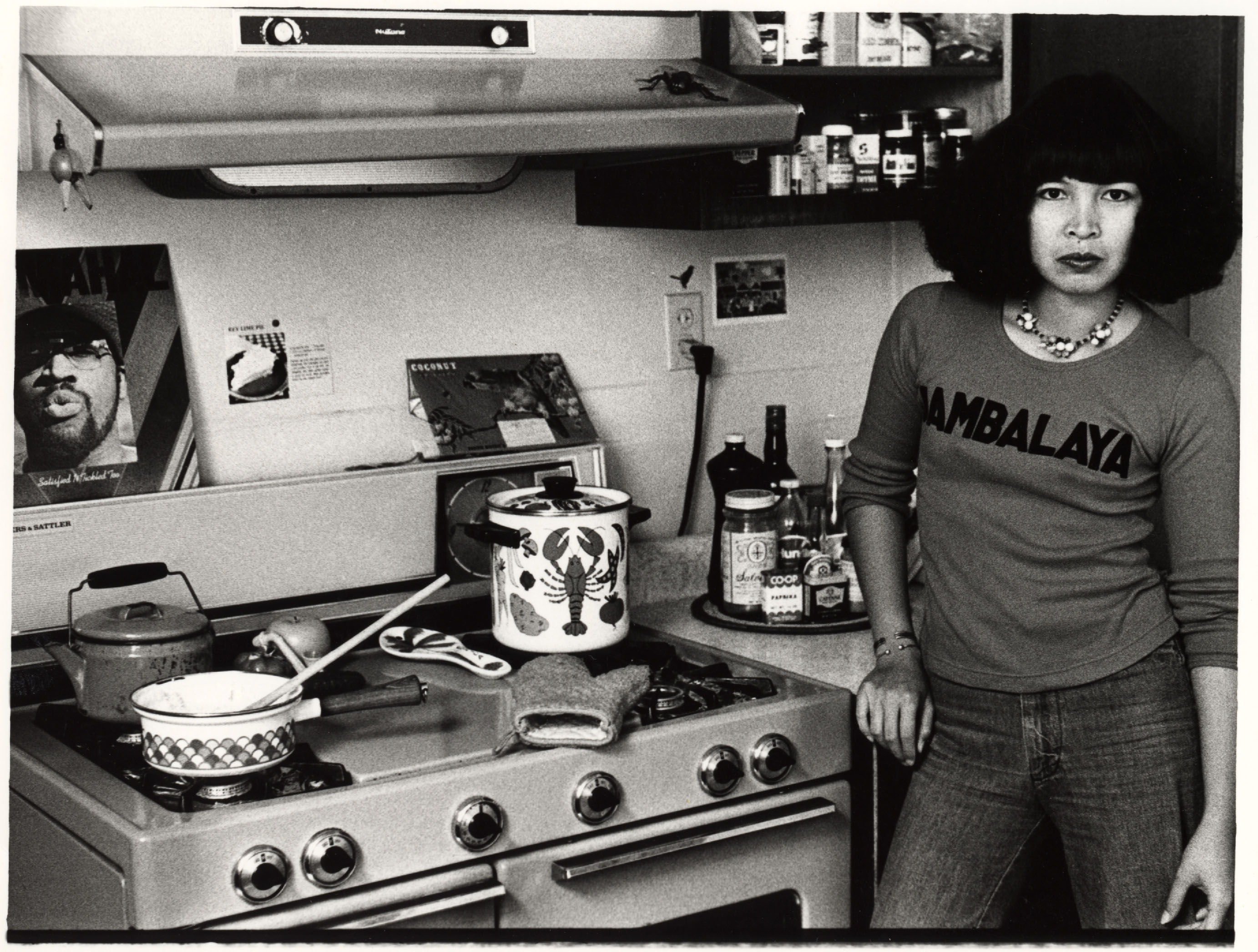
Una cuina de gas en un apartament de San Francisco, 1975.

En general, no hi ha molta diferència d'estil entre ells. L'entrada lliscant inclou llavis a banda i banda i controls a la part davantera juntament amb controls del cremador. Les plaques de cuina de gas independents tenen tobogans sòlids i controls col·locats darrere de la placa de cuina.

### Forn
Moltes cuines tenen forns integrats. Els forns moderns solen incloure un ventilador de convecció dins del forn per proporcionar una circulació uniforme de l'aire i permetre que els aliments es coguin de manera uniforme. Alguns forns moderns disposen de sensors de temperatura que permeten un control proper de la cocció, .

### Controls programables
Les cuines de gas inclouen almenys uns quants controls programables moderns per facilitar el maneig. Les pantalles LCD i algunes altres rutines de cuina complexes són algunes de les característiques estàndard presents en la majoria dels models de fabricació bàsics i de gamma alta. Alguns dels altres controls programables inclouen pre-escalfament, pizza automàtica, temporitzadors de cocció i altres.

### Factors de seguretat
Les cuines de gas modernes són més segures que els models antics. Dues de les principals preocupacions de seguretat amb les cuines de gas són els controls segurs per als nens i l'encesa accidental. Algunes fogons de gas tenen poms que es poden encendre accidentalment fins i tot amb un cop suau.